# 鹤州 (元朝)
鹤州，中国元朝时设置的州。
元宪宗三年（1253年）改谋统府置鹤州。元宪宗七年（1257年）改鹤州为谋统千户。元世祖至元十一年（1274年）再为鹤州，属云南行省，下辖剑川县。治所在今云南省鹤庆县。至元二十三年（1286年）升鹤州为鹤庆路。